# Клай (гмина)
Клай (пол. Kłaj) — сельская гмина (волость) в Польше, входит как административная единица в Величский повет, Малопольское воеводство. Население — 9746 человек (на 2004 год).

## Сельские округа
1. Бжезе
2. Домброва
3. Гродковице
4. Грушки
5. Клай
6. Ленжковице
7. Лысокане
8. Шарув
9. Тарговиско